# Filippo Cinque
Filippo Cinque (Napoli, 1745 ca. – Napoli, 21 giugno 1810) è stato un compositore e clavicembalista italiano.

## Opere
- Ah piangiam, ah piangiam, canzonetta a due voci "Per la morte del Cavalier D. Gaetano Filangieri"  (I-Nc, Arie 105[5])
- 6 Concerti per clavicembalo e archi in Do maggiore, Do minore, Re maggiore, Fa maggiore, Sol maggiore, Si bemolle maggiore (S-Skma, PO-R)
- 6 Sonate per clavicembalo (I-MC, 1-F-10/1)
- 4 Sonate per clavicembalo (I-MC, 1-F-10/2)
- 1 Sonata per clavicembalo (I-Nc, Musica Strumentale 1092; D-B, Mus.ms. 3700)
- 2 Sonate per organo (I-Ria, Mss. Vess. 429a-b)